# Comando de Defensa Aérea Israelí
El Comando de Defensa Aérea Israelí (en hebreo: מערך ההגנה האווירית) es una unidad de la Fuerza Aérea Israelí, responsable de la defensa antiaérea de Israel, que complementa la defensa aérea proporcionada por los escuadrones de combate. Inicialmente formaba parte del Cuerpo de Artillería de las FDI, desde 1970 el mando de defensa aérea ha estado subordinado a la Fuerza aérea israelí.

## Historia
Durante la guerra árabe-israelí de 1948, el Comando de defensa aérea formó parte del cuerpo de artillería y se basó principalmente en ametralladoras. Durante la década de 1960, se introdujeron cañones antiaéreos guiados por radar de 40 mm, y en 1965, los misiles tierra-aire MIM-23 Hawk, estos últimos fueron operados por las unidades tierra-aire de la fuerza aérea.  En la década de 1970, el Comando de defensa aérea se fusionó con la fuerza aérea. El Comando de defensa aérea operó muchos sistemas de corto alcance desarrollados en Estados Unidos, como el MIM-23 Hawk, el MIM-72 Chaparral y el M163 VADS. El Comando de Defensa Aérea logró varias intercepciones utilizando estos sistemas, luchando contra la Fuerza Aérea Árabe Siria. Actualmente, el Comando de Defensa Aérea de las FDI también utiliza los sistemas de defensa aérea antimisil Arrow y  Cúpula de Hierro. Debido a la creciente amenaza de cohetes procedentes de la Franja de Gaza, el sistema defensivo Iron Dome, fue desarrollado por Israel. En 2011, el sistema logró su primer derribo, y desde entonces interceptó cohetes de corto y medio alcance lanzados por Hamás desde  la Franja de Gaza.
El 23 de septiembre de 2014, un Sukhoi Su-24 de la Fuerza Aérea Siria fue derribado por una batería de misiles tierra-aire IAF MIM-104 Patriot, después de cruzar presuntamente la línea de alto el fuego sirio-israelí, durante una misión de ataque terrestre contra las fuerzas de la oposición siria.

## Armamento
•El MIM-104 Patriot es una plataforma de defensa aérea táctica media de defensa aérea alta a media (HIMAD) capaz de derribar aviones y misiles balísticos.  Los sistemas de misiles Patriot de Israel se han actualizado tecnológicamente desde que entraron en servicio.
•El misil Arrow es un sistema de defensa antimisiles táctico desarrollado por Israel y financiado por Estados Unidos, está destinado a detener los misiles balísticos lanzados en la estratosfera. Israel tiene baterías de misiles Arrow 2 y Arrow 3.
•La Honda de David es un avanzado sistema defensivo de misiles interceptores de mediano y largo alcance, es capaz de derribar cualquier tipo de misil balístico táctico, misil de crucero, cohete, VANT, UCAV, avión de caza y bombardero.
•La Cúpula de Hierro, es un sistema de defensa aérea de corto alcance diseñado para defenderse de cohetes, proyectiles de artillería y municiones guiadas con precisión. La primera batería entró en funcionamiento en mayo de 2010.

## Organización
Aunque es parte de la Fuerza Aérea Israelí, el Comando tiene la misma estructura de unidad que el Cuerpo de Artillería de las FDI, su comandante actual es el general de brigada Ran Kochav, quien está directamente subordinado al comandante de la Fuerza Aérea Israelí.